# Carlos Santiago
Carlos Santiago Alicea (ur. 9 grudnia 1977) – portorykański judoka. Olimpijczyk z Sydney 2000, gdzie zajął trzynaste miejsce w wadze średniej.
Uczestnik mistrzostw świata w 1999 i 2001. Startował w Pucharze Świata w latach 2000, 2004, 2010 i 2011. Piąty na igrzyskach panamerykańskich w 2011. Zdobył cztery medale na igrzyskach Ameryki Środkowej i Karaibów, a także na mistrzostwach panamerykańskich w latach 2000 - 2010.

## Letnie Igrzyska Olimpijskie 2000
| Konkurencja | Eliminacje              | Eliminacje                    | Repasaże                  | Klas. końcowa |
| Konkurencja | Przeciwnik I            | Przeciwnik II                 | Przeciwnik I              | Miejsce       |
| ----------- | ----------------------- | ----------------------------- | ------------------------- | ------------- |
| 90 kg       | Luis René López (VEN) Z | Frédéric Demontfaucon (FRA) P | Rusłan Maszurenko (UKR) P | 13.           |